# Magdalene (film 1910)
Magdalene è un cortometraggio muto del 1910 diretto da Holger Rasmussen.

## Produzione
Il film fu prodotto dalla Nordisk Film Kompagni.

## Distribuzione
La Nordisk Film Kompagni lo distribuì in Danimarca, presentandolo al Biograf-Theatret di Copenaghen il 21 aprile 1910. La Great Northern Film Company importò il film negli Stati Uniti, dove venne distribuito il 6 agosto 1910 con il titolo Magdalene; or, The Poor Workman's Daughter.